# Isidium

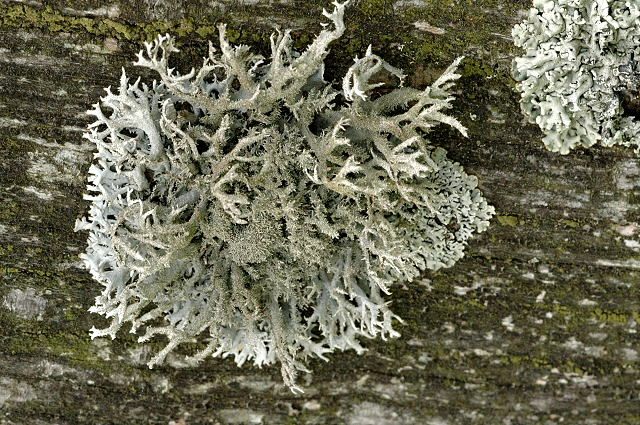
Purper geweimos met in het midden van het thallus fijne staafvormige isidiën.

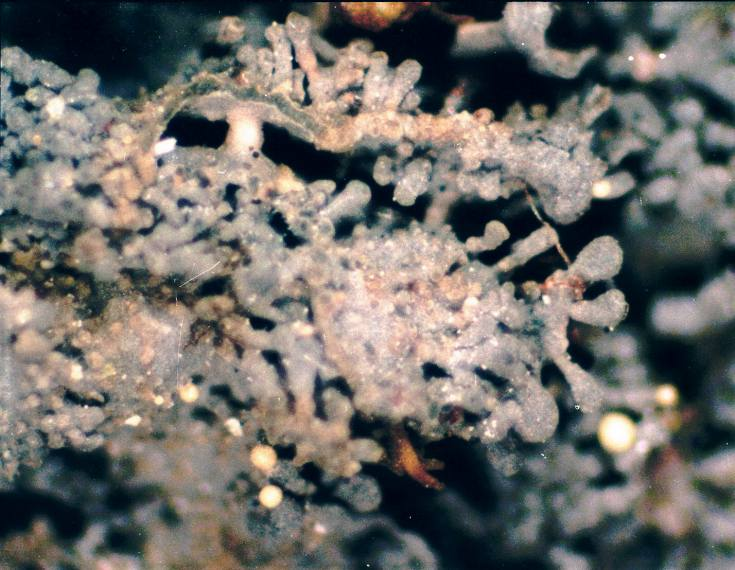
Leptogium cyanescens met bladvormige isidiën (40× vergroting)

Een isidium (meervoud: isidiën) is een makkelijk afbrekend uitgroeisel op het thallus van een korstmos. Isidiën dienen de vegetatieve vermeerdering. Korstmossen met isidiën worden isidieus genoemd, bijvoorbeeld isidieus vingermoss (Physcia clementei).
Hun vorm varieert sterk afhankelijk van de soort: ze kunnen wrattig, cilindrisch, kogelvormig, staafvormig, schubvormig of vertakt koraalvormig zijn. Ze bestaan uit zowel schimmeldraden (de mycobiont) als algencellen (de fycobiont). Het zijn fragiele structuren en kunnen afbreken en worden verspreid door wind, dieren en opspattende regendruppels.
Voorbeelden van isidiate korstmossen zijn leden van de geslachten Parmotrema en Peltigera.
Andere vegetatieve voortplantingseenheden die bij korstmossen voorkomen, zijn soredieën.